# Magic 2
Magic 2 è il sedicesimo album in studio del rapper statunitense Nas, pubblicato nel 2023.

## Tracce
1. Intro – 0:39
2. Abracadabra – 2:46
3. Office Hours (featuring 50 Cent) – 3:52
4. Black Magic – 2:36
5. Motion – 2:52
6. Bokeem Woodbine – 3:00
7. Earvin Magic Johnson – 3:27
8. What This All Really Means – 3:00
9. Slow It Down – 3:30
10. Pistols on Your Album Cover – 3:23
11. One Mic, One Gun (with 21 Savage; bonus track) – 2:49